# Birk Irving
Birk Irving (* 26. Juli 1999 in Denver) ist ein US-amerikanischer Freestyle-Skier. Er startet in den Freestyledisziplinen.

## Werdegang
Irving nimmt seit 2010 an der AFP World Tour teil. Dabei erreichte er in der Saison 2013/14 jeweils in der Halfpipe bei der US Revolution Tour in Seven Springs mit Platz zwei und in Mammoth mit Rang drei seine ersten Podestplatzierungen. Bei den Juniorenweltmeisterschaften 2014 in Chiesa in Valmalenco wurde er Sechster in der Halfpipe. In der Saison 2014/15 siegte er bei der US Revolution Tour in Seven Springs in der Halfpipe und im Slopestyle und in Mammoth zweimal in der Halfpipe. Sein Debüt im Weltcup hatte er im Dezember 2014 in Copper Mountain, welches er auf dem 28. Rang in der Halfpipe beendete. Bei den Juniorenweltmeisterschaften 2015 in Chiesa in Valmalenco holte er die Bronzemedaille in der Halfpipe.
Im folgenden Jahr gewann Irving bei den Olympischen Jugend-Winterspielen 2016 in Lillehammer die Goldmedaille in der Halfpipe und belegte bei den X-Games Oslo 2016 den 19. Rang in der Halfpipe. In der Saison 2016/17 wurde er bei den Winter-X-Games 2017 in Aspen Vierter und bei den Weltmeisterschaften 2017 in der Sierra Nevada Fünfter in der Halfpipe. Außerdem siegte er im Februar 2017 bei den Aspen Snowmass Open in der Halfpipe. In der Saison 2017/18 kam er mit fünf Top-Zehn-Platzierungen auf den 29. Platz im Gesamtweltcup und auf den fünften Rang im Halfpipe-Weltcup. Zudem gewann er beim Nor-Am-Cup in Calgary den Halfpipe und den Slopestyle-Wettbewerb und die Aspen Snowmass Freeskiing Open. Im März 2018 wurde er bei der U.S. Revolution Tour in Park City Zweiter im Slopestyle. Im folgenden Jahr holte er in Mammoth seinen ersten Weltcupsieg und errang bei den Weltmeisterschaften in Park City den 13. Platz und bei den Winter-X-Games den fünften Platz. In der Saison 2019/20 kam er mit drei vierten Plätzen, Platz drei in Calgary und in Cardrona mit seinen zweiten Weltcupsieg, auf den siebten Platz im Gesamtweltcup und auf den dritten Rang im Halfpipe-Weltcup. Bei den Winter-X-Games 2020 wurde er wie im Vorjahr Fünfter.
In der Saison 2020/21 wurde Irving Fünfter im Halfpipe-Weltcup und gewann bei den Winter-X-Games 2021 sowie bei den Weltmeisterschaften 2021 in Aspen jeweils die Bronzemedaille. In der folgenden Saison belegte er bei den Winter-X-Games 2022 sowie bei den Olympischen Winterspielen 2022 in Peking jeweils den fünften Platz und erreichte den sechsten Platz im Halfpipe-Weltcup. In der Saison 2022/23 siegte er zweimal im Weltcup und gewann damit den Halfpipe-Weltcup. Zudem wurde er Dritter im Park & Pipe-Weltcup und holte bei den Winter-X-Games 2023 die Silbermedaille.

## Erfolge

### Weltmeisterschaften
- Sierra Nevada 2017: 5. Halfpipe
- Park City 2019: 13. Halfpipe
- Aspen 2021: 3. Halfpipe

### Weltcupsiege
Irving errang bisher sieben Podestplätze im Weltcup, davon vier Siege:
| Datum             | Ort             | Land               | Disziplin |
| ----------------- | --------------- | ------------------ | --------- |
| 9. März 2019      | Mammoth         | Vereinigte Staaten | Halfpipe  |
| 7. September 2019 | Cardrona        | Neuseeland         | Halfpipe  |
| 17. Dezember 2022 | Copper Mountain | Vereinigte Staaten | Halfpipe  |
| 3. Februar 2023   | Mammoth         | Vereinigte Staaten | Halfpipe  |

### Weltcupwertungen
| Saison  | Gesamt | Gesamt | Park & Pipe | Park & Pipe | Halfpipe | Halfpipe |
| Saison  | Platz  | Punkte | Platz       | Punkte      | Platz    | Punkte   |
| ------- | ------ | ------ | ----------- | ----------- | -------- | -------- |
| 2014/15 | 132.   | 5      | -           | -           | 25.      | 27       |
| 2015/16 | 125.   | 9,6    | -           | -           | 20.      | 48       |
| 2016/17 | 63.    | 21     | -           | -           | 11.      | 105      |
| 2017/18 | 29.    | 32     | -           | -           | 5.       | 192      |
| 2018/19 | 29.    | 31,6   | -           | -           | 6.       | 158      |
| 2019/20 | 7.     | 62     | -           | -           | 3.       | 260      |
| 2020/21 | -      | -      | 29.         | 45          | 5.       | 45       |
| 2021/22 | -      | -      | 18.         | 145         | 6.       | 145      |
| 2022/23 | -      | -      | 3.          | 320         | 1.       | 320      |
| 2023/24 | -      | -      | 24.         | 145         | 7.       | 145      |

### Winter-X-Games
- Winter-X-Games 2017: 4. Halfpipe
- Winter-X-Games 2019: 5. Halfpipe
- Winter-X-Games 2020: 5. Halfpipe
- Winter-X-Games 2021: 3. Halfpipe
- Winter-X-Games 2022: 5. Halfpipe
- Winter-X-Games 2023: 2. Halfpipe